# Свети мученици Макавеји
Свети мученици Макавеји су старозаветни јеврејски светитељи и мученици из 2. века п. н. е. Њихов живот описан је у Књигама Макавејским, који су саставни део Светог писма. Браћа Авим, Антонин, Гурије, Елеазар, Евсевон, Адим и Маркел, њихова мајка Соломона, и њихов учитељ Елеазар пострадали су мученички 166. п. н. е. од стране императора Антиоха XI Епифана.
Антиох Епифан је, освојивши Јудеју у Јерусалим увео грчке паганске обичаје. У Јерусалимски храм је поставио кип грчког паганског бога Зевса, и присиљавао Јевреје да се њему поклоне.
Свештеник Елеазар, који је био посвећен Мојсијевом закону и један од Седамдесет и два преводилаца Светог писма са јеврејског на грчки, први је одбио да се поклони паганском божанству и због тога убијен у мукама. Исту храброст показали су и његови ученици, седморо браће Макавеја и њихова мати Соломона. Они су осуђени у Антиохији краљ Антиох Епифан, где, неустрашиво се прихвата као следбеника Истинитог Бога, одбио да се жртвују за паганским боговима. Из истог разлог су мучени и погубљени, сведочећи веру у истинског Бога. То се десило око 166. п. н. е.
Подвиг седам свете браће Макавејске инспирисао је Јуду Макавеја, да поведе побуну против Антиоха Епифана, како би очистио Јерусалимски храм од паганских идола.
Мошти мученика Макавеја чувају се у базилици Светог Андреја у Келну (Немачка).
Православна црква прославља Свете Макавеје 1. августа по јулијанском календару.
Охридски рибари су веровали да 12 дана од 1. до 12. августа (14 - 25. августа по новом) показују време у следећих 12 месеци.

## Народни обичаји
Када су у питању народни обичаји, нема их много везаних за данашњи дан.
У народу се верује да да је добро све што се ради с босиљком, за који се верује да је божија биљка. Ваљало би у кувано јело додати овог зачина, или се инхалирати. Уколико у свом дворишту или на тераси већ немате засађен босиљак, 14. августа је право време да га засадите, јер се верује да чува дом.